# ردمان (عمران)
ردمان هي إحدى قرى الجمهورية اليمنية. تتبع جغرافيا لمحافظة عمران وإداريًا لمديرية ظليمة حبور. يبلغ تعداد سكانها 1286 نسمة حسب الإحصاء الذي أجري عام 2004.